# Cantone di Dieulefit
Il Cantone di Dieulefit è un cantone della Francia dell'arrondissement di Nyons e dell'arrondissement di Die.
A seguito della riforma approvata con decreto del 20 febbraio 2014, che ha avuto attuazione dopo le elezioni dipartimentali del 2015, è passato da 15 a 44 comuni.

## Composizione
I 15 comuni facenti parte prima della riforma del 2014 erano:
- Aleyrac
- La Bégude-de-Mazenc
- Comps
- Dieulefit
- Eyzahut
- Le Poët-Laval
- Montjoux
- Orcinas
- Pont-de-Barret
- Rochebaudin
- Roche-Saint-Secret-Béconne
- Salettes
- Souspierre
- Teyssières
- Vesc

Dal 2015 i comuni appartenenti al cantone sono i seguenti 44:
- Aleyrac
- La Bâtie-Rolland
- La Bégude-de-Mazenc
- Bézaudun-sur-Bîne
- Bonlieu-sur-Roubion
- Bourdeaux
- Bouvières
- Charols
- Cléon-d'Andran
- Comps
- Condillac
- Crupies
- Dieulefit
- Eyzahut
- Félines-sur-Rimandoule
- Francillon-sur-Roubion
- La Laupie
- Manas
- Marsanne
- Montjoux
- Mornans
- Orcinas
- Le Poët-Célard
- Le Poët-Laval
- Pont-de-Barret
- Portes-en-Valdaine
- Puygiron
- Puy-Saint-Martin
- Rochebaudin
- Rochefort-en-Valdaine
- Roche-Saint-Secret-Béconne
- Roynac
- Saint-Gervais-sur-Roubion
- Saint-Marcel-lès-Sauzet
- Salettes
- Saou
- Sauzet
- Souspierre
- Soyans
- Teyssières
- Les Tonils
- La Touche
- Truinas
- Vesc